# 검은정강이두크
검은정강이두크(Pygathrix nigripes)는 구세계원숭이의 일종이다. 베트남과 캄보디아의 숲에서 발견되는 두크원숭이로 멸종 위기종이다. 이 종은 두크원숭이 중에서 독특해서, 회색빛을 띤 파란 색의 큰 얼굴을 지니고 있다.
야생동물보호협회의 최근 보고에 의하면, 약 42,000마리로 추산되는 검은정강이두크가 감보디아의 쎄이마 생물다양성보존 지역 내에 살고 있다. 쎄이마 생물다양성보존 지역 내에서의 최근의 발견 이전에는, 인접한 베트남의 600여 마리의 개체군이 가장 큰 개체군으로 알려져 있었다. 이 종의 전체 개체수는 알려져 있지 않다.